# Волосовецька сільська рада
Волосове́цька сільська́ ра́да — адміністративно-територіальна одиниця та орган місцевого самоврядування в Летичівському районі Хмельницької області. Адміністративний центр — село Волосівці.

## Загальні відомості
Волосовецька сільська рада утворена в 1944 році.
- Територія ради: 30,64 км²
- Населення ради: 558 осіб (станом на 2001 рік)

## Населені пункти
Сільській раді були підпорядковані населені пункти:
- с. Волосівці

## Склад ради
Рада складалася з 12 депутатів та голови.
- Голова ради: Довгалюк Олена Петрівна

### Керівний склад попередніх скликань
| Прізвище, ім'я, по батькові | Основні відомості                                                                       | Дата обрання | Дата звільнення |
| --------------------------- | --------------------------------------------------------------------------------------- | ------------ | --------------- |
| Гранчук Іван Микитивич      | Сільський голова, 1946 року народження, безпартійний                                    | 26.03.2006   | 31.10.2010      |
| Простак Микола Іванович     | Сільський голова, 1956 року народження, освіта вища, безпартійний                       | 31.10.2010   | 09.09.2012      |
| Довгалюк Олена Петрівна     | Сільський голова, 1961 року народження, освіта середня спеціальна, член Партії регіонів | 09.09.2012   |                 |

Примітка: таблиця складена за даними сайту Верховної Ради України

### Депутати
За результатами місцевих виборів 2010 року депутатами ради стали:

#### За суб'єктами висування
| Суб'єкт висування                       | Кількість обраних депутатів | %    |
| --------------------------------------- | --------------------------- | ---- |
| Партія регіонів                         | 8                           | 66,7 |
| Народна партія                          | 3                           | 25   |
| Політична партія «Українська платформа» | 1                           | 8,3  |

#### За округами
| № округу                                | Прізвище, ім'я, по батькові   | Дата визнання обраним | Освіта             | Партійна приналежність | Відомості про обраного депутата                      |
| --------------------------------------- | ----------------------------- | --------------------- | ------------------ | ---------------------- | ---------------------------------------------------- |
| Народна Партія                          |                               |                       |                    |                        |                                                      |
| 4                                       | Карнаух Тетяна Костянтинівна  | 03.11.2010            | середня спеціальна | позапартійна           | Волосовецька сільська рада, бухгалтер                |
| 8                                       | Гуменюк Валентина Василівна   | 03.11.2010            | вища               | позапартійна           | Волосовецька загальноосвітня школа І-ІІ ст., вчитель |
| 12                                      | Возна Марія Миколаївна        | 03.11.2010            | середня            | позапартійна           | Волосовецька сільська рада, техпрацівник             |
| Партія регіонів                         |                               |                       |                    |                        |                                                      |
| 1                                       | Данчук Ніна Василівна         | 03.11.2010            | середня            | позапартійна           | Волосовецьке відділення зв'язку, листоноша           |
| 2                                       | Довгалюк Анатолій Федорович   | 03.11.2010            | середня спеціальна | позапартійний          | тимчасово не працює                                  |
| 3                                       | Довгалюк Ольга Петрівна       | 03.11.2010            | середня спеціальна | позапартійна           | Волосовецька сільська рада, секретар                 |
| 5                                       | Росущан Тетяна Сергіївна      | 03.11.2010            | середня спеціальна | позапартійна           | Волосовецька сільська бібліотека, завідувачка        |
| 7                                       | Мельник Надія Степанівна      | 03.11.2010            | середня спеціальна | позапартійна           | Волосовецьке відділення зв'язку, начальник           |
| 9                                       | Голянтус Микола Савелійович   | 03.11.2010            | середня            | позапартійний          | тимчасово не працює                                  |
| 10                                      | Герасимчук Тетяна Сергіївна   | 03.11.2010            | середня            | позапартійна           | тимчасово не працює                                  |
| 11                                      | Голянтус Олександр Сергійович | 03.11.2010            | середня            | позапартійний          | тимчасово не працює                                  |
| Політична партія «Українська платформа» |                               |                       |                    |                        |                                                      |
| 6                                       | Гусак Тетяна Федорівна        | 03.11.2010            | середня            | позапартійна           | тимчасово не працює                                  |